# Niszczyciele rakietowe typu Audace
Niszczyciele rakietowe typu Audace – seria dwóch włoskich niszczycieli rakietowych, w służbie w latach 1972–2006.
Główne uzbrojenie okrętów stanowiła pojedyncza wyrzutnia amerykańskich pocisków przeciwlotniczych średniego zasięgu SM-1MR i początkowo dwie automatyczne armaty uniwersalne kalibru 127 mm, cztery armaty przeciwlotnicze 76 mm i wyrzutnie torped. Przenosiły one ponadto do dwóch śmigłowców. Po modernizacji na przełomie lat 80. i 90. otrzymały zamiast jednej armaty 127 mm dodatkową wyrzutnię pocisków przeciwlotniczych krótkiego zasięgu Aspide oraz wyrzutnie pocisków przeciwokrętowych Teseo Mk 2.

## Historia
Okręty typu Audace były drugim typem opracowanych we Włoszech niszczycieli rakietowych, po okrętach typu Impavido powstałych w latach 50. Decyzję o budowie nowego typu okrętów podjęto w kwietniu 1966 roku, zlecając ją dwóm stoczniom. Stępki pod ich budowę położono w 1968 roku. Okręty były przeznaczone przede wszystkim do zwalczania samolotów i okrętów podwodnych. Ulepszeniem w stosunku do Impavido, oprócz nowszych systemów uzbrojenia i wyposażenia elektronicznego, było wprowadzenie hangaru dla dwóch śmigłowców pokładowych. Poza amerykańskimi pociskami przeciwlotniczymi i torpedami, pozostałe uzbrojenie i większość wyposażenia było produkcji włoskiej.
Jako pierwszy zbudowano „Audace”, budowany w stoczni Cantieri Navali del Tirreno Riuniti (późn. Fincantieri) w Riva Trigoso, wcielony do służby 16 listopada 1972 roku. Drugi okręt, „Ardito”, zbudowano w stoczni Italcantieri w Castellammare di Stabia i wszedł do służby 5 grudnia tego samego roku. Pomimo że „Ardito” otrzymał niższy znak taktyczny, to typ określany jest jako Audace, od wcześniej zaczętego okrętu, który jako pierwszy wszedł do służby.
| Nazwa (nr taktyczny) | Położenie stępki | Data wodowania | Wejście do służby | Wycofanie    |
| -------------------- | ---------------- | -------------- | ----------------- | ------------ |
| Audace (D551)        | 27. 04. 1968     | 02. 10. 1971   | 16. 11. 1972      | 28. 09. 2006 |
| Ardito (D550)        | 19. 07. 1968     | 27. 11. 1971   | 05. 12. 1972      | 28. 09. 2006 |

## Opis
Okręty miały harmonijną, uznawaną za ładną sylwetkę. Gładkopokładowy kadłub miał wyraźny wznios pokładu na ostro wysuniętym dziobie. Początkowo okręty miały odrębną nadbudówkę dziobową i rufową, później zabudowano śródokręcie niskim łącznikiem, łącząc nadbudówki w jeden kompleks, ciągnący się na większości długości okrętu. Przez pierwszy okres służby elementem wyróżniającym ich sylwetkę, nietypowym już dla okrętów tego okresu, były dwie wieże dział 127 mm w superpozycji na pokładzie dziobowym i na piętrze nadbudówki dziobowej. Kształt wież tych dział był charakterystyczny dla włoskich okrętów, z nachylonymi płaskimi ścianami i pochyłym dachem. W toku modernizacji zastąpiono drugą wieżę przez kontenerową wyrzutnię pocisków przeciwlotniczych Aspide. Dość szeroka i wysoka nadbudówka dziobowa, o kształcie zbliżonym do prostopadłościanu, z zakrytym mostkiem, stanowiła razem z wbudowanym w jej tylną część kominem, podstawę dla anten urządzeń elektronicznych. Komin miał wyloty spalin na boki i był połączony z głównym masztem.
W obniżeniu za nadbudówką dziobową zainstalowano po modernizacji pojemnikowe wyrzutnie dla pocisków woda-woda Teseo, skierowane na burty. Dalej znajdował się kompleks nadbudówki rufowej, z drugim kominem, z dalszymi antenami na nim. Następnie na dachu nadbudówki znajdowały się dwa radary SPG-51C kierowania pocisków przeciwlotniczych Tartar/Standard, a dalej wyrzutnia tych pocisków. Nadbudówka kończyła się podniesionym hangarem dla śmigłowców, których prostokątne lądowisko zajmowało cały pokład rufowy.
Napęd okrętów jest w dość konserwatywnym układzie, w postaci dwóch turbin parowych o łącznej mocy 73 000 KM, zasilanych z 4 kotłów Foster-Wheeler. Okręty mają dwie śruby i dwa stery. Mogły rozwijać maksymalną prędkość 33 węzły. Zasięg wynosił 4000 mil morskich przy prędkości 25 węzłów.

### Uzbrojenie pierwotne
Pierwotnie jedynym uzbrojeniem rakietowym okrętów była jednoprowadnicowa wyrzutnia Mk 13 Mod. 4 przeciwlotniczych pocisków rakietowych RIM-66 Standard SM-1MR na dachu nadbudówki rufowej. Zapas rakiet wynosił 40 pocisków. Uzbrojenie to służyło do walki z samolotami na średnich dystansach. Zwalczanie samolotów na bliższych odległościach, a także okrętów, zapewniało wyjątkowo silne jak na niszczyciele tego okresu uzbrojenie artyleryjskie. Tworzyły je dwie pojedyncze armaty uniwersalne 127 mm OTO Melara Compact L/54 w wieżach na dziobie umieszczonych w superpozycji oraz czterech armat przeciwlotniczych 76 mm OTO Melara Compact L/63 w wieżach na śródokręciu, po dwie na burtach. Wszystkie armaty były szybkostrzelne. Uzbrojenie to jednak miało niedogodności w postaci ograniczonego pola ostrzału w kierunku rufy, a pojedynczy system Standard nie mógł odeprzeć zmasowanych ataków.
Drugim głównym zadaniem okrętów było zwalczanie okrętów podwodnych, do czego służyły na dużych odległościach przede wszystkim śmigłowce pokładowe. Okręty miały duże możliwości w tym zakresie jak na niszczyciele tej wielkości, mogąc zabierać w hangarze dwa śmigłowce Agusta-Bell AB-212 lub jeden cięższy SH-3 Sea King. Na mniejszych dystansach do tego celu służyły cztery nieruchome wyrzutnie ciężkich torped 533 mm, kierowanych przewodowo, umieszczone nietypowo w pawęży rufowej, skierowane do tyłu. Wystrzeliwano z nich włoskie torpedy naprowadzane przewodowo Whitehead A-184 o zasięgu około 15 km, które jako ładunek bojowy przenosiły samonaprowadzające się lekkie torpedy Mk 46. Mogły one służyć także przeciw celom nawodnym. Zestaw uzbrojenia przeciwpodwodnego uzupełniały dwie potrójne wyrzutnie ILAS-3 kalibru 324 mm dla lekkich torped przeciw okrętom podwodnym Mk 44 lub Mk 46, umieszczone na pokładzie na burtach na śródokręciu.

### Modernizacja

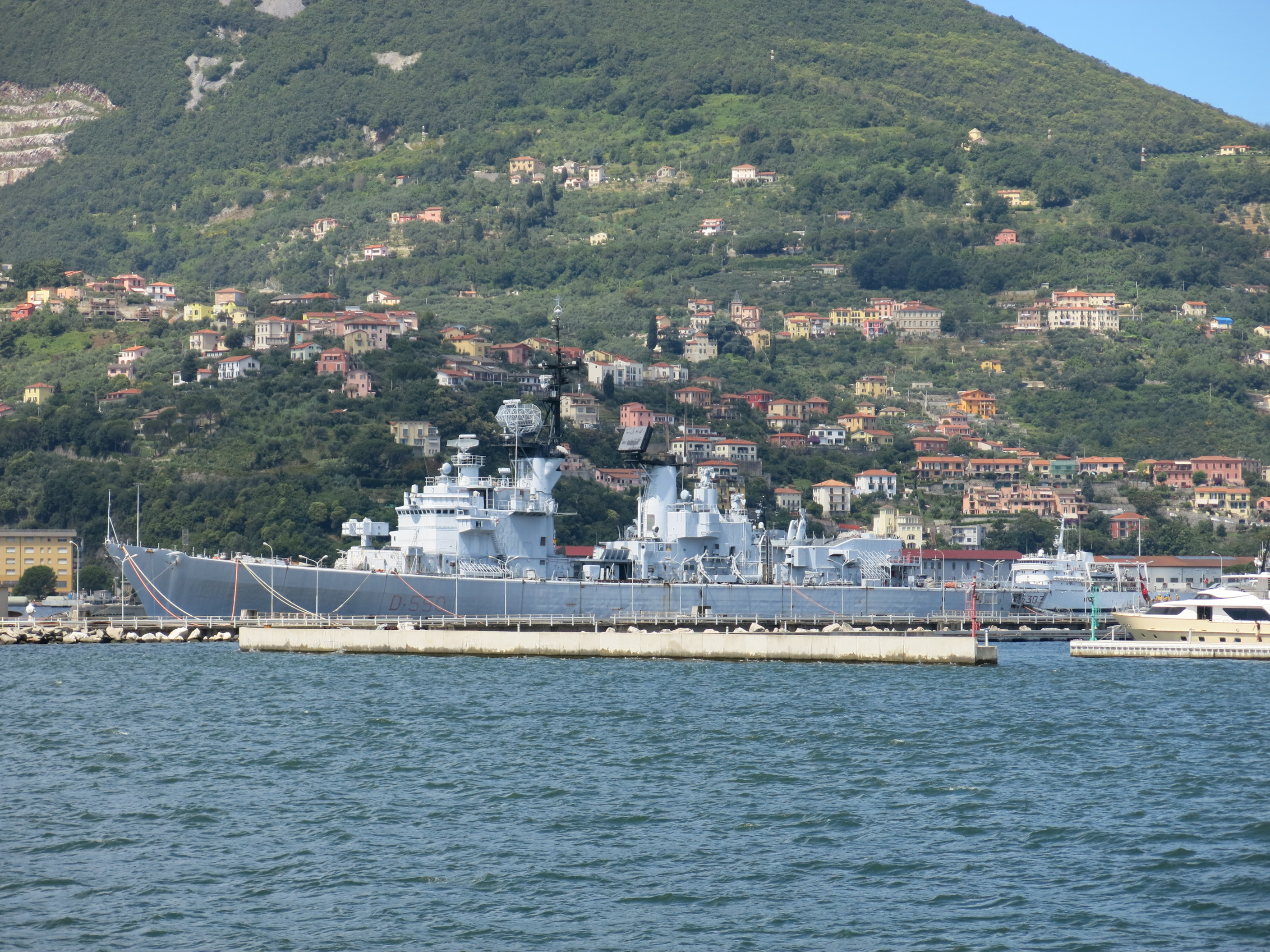
„Ardito” po wycofaniu ze służby w bazie La Spezia

Pod koniec lat 80. okręty zmodernizowano w celu zwiększenia ich możliwości bojowych, posiłkując się rozwiązaniami opracowanymi dla nowych niszczycieli typu Durand de La Penne. W marcu 1988 roku ukończono modernizację „Ardito”, a w 1991 roku „Audace”.
Zwiększono możliwości przeciwlotnicze okrętów przez zamianę drugiej wieży dział 127 mm na kontenerową ośmioprowadnicową wyrzutnię Selenia Albatros dla pocisków przeciwlotniczych krótkiego zasięgu Aspide. Przy tym, zdemontowane wieże zostały wykorzystane dla niszczycieli typu Durand de La Penne. Wszystkie cztery armaty 76 mm Compact na „Audace” i jedną na „Ardito” wymieniono na nowszy model OTO Melara 76 mm Super Rapid, o szybkostrzelności zwiększonej z 85 do 120 strz/min (z wymiany pozostałych armat, planowanej na 1994 rok, zrezygnowano).
Okręty zyskały możliwość zwalczania okrętów na dalekich dystansach przez zainstalowanie podstaw dla czterech podwójnych kontenerowych wyrzutni pocisków woda-woda Teseo Mk 2, o zasięgu do 185 km. Zrezygnowano natomiast z rufowych wyrzutni torped 533 mm, demontując je. Z okrętów mogły ponadto operować nowsze śmigłowce AW 101 Merlin. Zmodernizowano ponadto wyposażenie elektroniczne.

## Dane
Uzbrojenie pierwotne
- 2 pojedyncze armaty uniwersalne OTO Melara Compact DP kalibru 127 mm w wieżach (2xI)
  - masa pocisku 32 kg, donośność do celów morskich 23 km, do celów powietrznych 15 km, szybkostrzelność 45 strz/min[8]
- 4 pojedyncze armaty przeciwlotnicze OTO Melara Compact kalibru 76 mm w wieżach (4xI)
  - masa pocisku 6 kg, donośność do celów morskich 16 km, do celów powietrznych 12 km, szybkostrzelność 85 strz/min[8]
- 1 jednoprowadnicowa wyrzutnia Mk 13 Mod. 4 kierowanych przeciwlotniczych pocisków rakietowych średniego zasięgu Standard SM-1 MR (zapas – 40 pociski)
  - zasięg 30 km, pułap 15 m – 20 000 m
- 4 wyrzutnie torpedowe kalibru 533 mm dla kierowanych torped przeciw okrętom podwodnym i nawodnym A.184
  - zasięg ok. 10–12 km/36 w, 24 km/24 w
- 2 trzyrurowe wyrzutnie torpedowe Mk 32 Mod.9 kalibru 324 mm dla torped przeciw okrętom podwodnym A.244 lub Mk 46
  - zasięg ok. 11 km/40 w

Uzbrojenie po modernizacji
- 1 armata uniwersalna OTO Melara Compact DP kalibru 127 mm w wieży
  - masa pocisku 32 kg, donośność do celów morskich 23 km, do celów powietrznych 15 km, szybkostrzelność 45 strz/min
- 4 pojedyncze armaty przeciwlotnicze OTO Melara Super Rapid kalibru 76 mm w wieżach (4xI)
  - masa pocisku 6 kg, donośność do celów morskich 16 km, do celów powietrznych 12 km, szybkostrzelność 120 strz/min
- 1 jednoprowadnicowa wyrzutnia Mk 13 Mod. 5 kierowanych przeciwlotniczych pocisków rakietowych średniego zasięgu Standard SM-1 MR (zapas – 40 pociski)[2]
  - zasięg ? km, pułap ? m
- 1 ośmioprowadnicowa wyrzutnia Selenia Albatros kierowanych przeciwlotniczych pocisków rakietowych krótkiego Aspide
  - zasięg 10 km, pułap 15 m – 5000 m[8]
- 8 wyrzutni kierowanych przeciwokrętowych pocisków odrzutowych  Teseo Mk 2
  - zasięg 185 km, głowica bojowa – 210 kg[8]
- 2 trzyrurowe wyrzutnie torpedowe Mk 32 Mod.9 kalibru 324 mm dla torped przeciw okrętom podwodnym A.244 lub Mk 46
  - zasięg ok. 11 km/40 w

Wyposażenie elektroniczne

(stan po modernizacji)
- radar wczesnego wykrywania Selenia SPS-768(V)3 (RAN-3L) (komin dziobowy) (wcześniej RAN-3 – "Ardito" i SPS-12 – "Audace"[3])
- radar wykrywania celów powietrznych i morskich Selenia SPS-774 (RAN-10S) (dach nadbudówki dziobowej, po modernizacji)
- radar trójwspółrzędny dozoru powietrznego Hughes SPS-52C (komin rufowy)
- radar wykrywania celów morskich SMA SPQ-2D (maszt)
- radar nawigacyjny SMA SPN-748
- 2 radary naprowadzania pocisków przeciwlotniczych Standard Raytheon SPG-51C
- 3 radary kierowania ogniem artylerii i pocisków przeciwlotniczych Aspide Selenia SPG-76 (RTN-30X Dardo-E) (dach sterówki i po bokach drugiego komina)
- podkilowa stacja hydrolokacyjna CWE-610/A
- holowany cel pozorny dla okrętów podwodnych SLQ-25 Nixie
- system walki radioelektronicznej Elettronica SLQ-732 Nettuno
- system dowodzenia Selenia Elsag IPN-20 SADOC-2
- system łączności satelitarnej SATCOM
- system wymiany informacji Link 11 i 14
- 2 wyrzutnie celów pozornych Breda SCLAR (20-prowadnicowe, 105 mm)